# Cseri Tamás
Cseri Tamás (Győr, 1988. január 15. –) magyar válogatott labdarúgó, a Mezőkövesd középpályása. 2020-ban az OTP Bank Liga legjobb játékosának választották.

## Pályafutása

### Klubcsapatokban

#### Mezőkövesd
2020-ban a Mezőkövesd 32 bajnokin 7 gólt és 4 gólpasszt jegyző karmesterét a Magyar Labdarúgó-szövetség döntésének értelmében megválasztották az OTP Bank Liga legjobb játékosának.
A 2020–21-es bajnokság 3. fordulójában a Paks ellen 2–1-re megnyert mérkőzésen ritkán látható óriási gólt szerzett.

### A válogatottban
2020 augusztusában meghívót kapott Marco Rossi szövetségi kapitánytól a török és az orosz válogatott elleni Nemzetek Ligája mérkőzésekre készülő magyar válogatott 25 fős keretébe. 2020. szeptember 6-án debütált a válogatottban, a 82. percben Szoboszlai Dominikot váltotta. 2021. június 1-jén Marco Rossi szövetségi kapitány nevezte őt a magyar válogatott Európa-bajnokságra készülő 26 fős keretébe. A kontinenstornán egy mérkőzésen kapott szerepet, a franciák elleni találkozón csereként 15 percet játszott.

## Statisztika

### A válogatottban
| Magyarország | Magyarország | Magyarország |
| Év           | Mérk.        | Gólok        |
| ------------ | ------------ | ------------ |
| 2020         | 2            | 0            |
| 2021         | 2            | 0            |
| Összesen     | 4            | 0            |

### Mérkőzései a válogatottban
| Magyarország | Magyarország        | Magyarország                | Magyarország | Magyarország | Magyarország  | Magyarország    | Magyarország | Magyarország |
| #            | Dátum               | Helyszín                    | Hazai        | Eredmény     | Vendég        | Kiírás          | Gólok        | Esemény      |
| ------------ | ------------------- | --------------------------- | ------------ | ------------ | ------------- | --------------- | ------------ | ------------ |
| 1.           | 2020. szeptember 6. | Budapest, Puskás Aréna      | Magyarország | 2 – 3        | Oroszország   | Nemzetek Ligája | -            | 82'          |
| 2.           | 2020. november 18.  | Budapest, Puskás Aréna      | Magyarország | 2 – 0        | Törökország   | Nemzetek Ligája | -            | 46' 54'      |
| 3.           | 2021. március 28.   | Serravalle, Stadio Olimpico | San Marino   | 0 – 3        | Magyarország  | vb-selejtező    | -            | 30' 46'      |
| 4.           | 2021. június 19.    | Budapest, Puskás Aréna      | Magyarország | 1 – 1        | Franciaország | Eb-csoportkör   | -            | 75'          |
|              | Összesen            |                             |              | 4            | mérkőzés      |                 | 0            | gól          |

## Sikerei, díjai

### Klubcsapattal
Mezőkövesd Zsóry
- Magyar Kupa ezüstérmes: 2020